# きぐるみピエロ
きぐるみピエロは、かつてマセキ芸能社で活動していたお笑いコンビ。1997年結成。2006年解散。

## メンバー
- 小林 けん太（こばやし けんた、本名:小林 謙太、1978年2月21日 - ）
  - ボケ担当。群馬県藤岡市出身。
  - コンビ解散後は、ピン芸人「こばやしけん太」として活動中。

- 小池 直道（こいけ なおみち、1977年5月28日 - ）
  - ツッコミ担当。岐阜県下呂市出身。血液型A型。
  - コンビ解散後は芸能界を引退。その後バカリズムのオールナイトニッポンGOLDにて、実家の岐阜県に帰省している事が明かされた。

## 芸風
シュールなコントが持ち味の二人。主に小林扮する奇妙なキャラクターに小池が突っ込んでゆく。小林はパントマイムが得意で、ネタに用いられている。

## 逸話
コンビ名の由来は映画「気狂いピエロ」から。（ただし、この映画の本来の読み方は「“きちがい”ピエロ」である。）
爆笑オンエアバトルでは1999年7月24日放送回にて、386KBで初挑戦初オンエアを果たす。「初めて歌舞伎を見に来た外国人」というシチュエーションのコントで、歌舞伎を見に来た外国人が喋る音声に合わせ演者である二人は黒子役に徹しセリフを一言も喋らないという、趣向を凝らしたアプローチのネタを披露した。
しかし、2000年1月15日放送回の出場以降は連敗が続き、2003年11月28日放送回においてワーストタイである10連敗という不名誉な記録を樹立してしまう。その後、12戦目となる2005年6月4日放送回にて自己最高である441KBを叩き出し、およそ6年振りのオンエアを果たす。しかしその後の同年9月17日・10月15日放送回では共に敗退し、再び連敗してしまった。
余談であるが、同番組での2002年の収録時に直前の出番であったビームとネタが被ってしまい、それが災いしてか221KBでオフエアとなってしまった事がある。この回でオンエアを獲得していれば3年ぶりにオンエア、オフエアだった場合は当時の最多連敗となる7連敗となり、どちらにしても新記録を更新していた。

## 出演番組
- 第15回NHK新人演芸大賞（NHK総合）
- 笑いの金メダル（朝日放送）
- 大笑点（日本テレビ）
- 爆笑オンエアバトル（NHK総合）戦績2勝12敗　最高441KB
- ゼベック・オンライン（TOKYO MX、2004年10月4日）
- ブレイクもの!（フジテレビ）- 「お笑い世紀末スターオークション」に出演。
- 笑う犬の冒険（フジテレビ）- コントにエキストラ程度で出演。
- お笑いネクストブレーカー（ニッポン放送）
- お笑い登龍門 ガッハ（フジテレビ）
- U-CDTV（TBSテレビ）
- ウンナンの気分は上々。（TBSテレビ） - 前説経験もあり。
- 出動!ミニスカポリス（テレビ東京）
- 笑いがいちばん（NHK総合）
- 虎ノ門（テレビ朝日）
- ねこの穴（テレビ東京）
- ティンティンTOWN!（日本テレビ）
- ザ・ジャッジ（フジテレビ）
- バクマリヤ（フジテレビ）
- わらばん（IBC岩手放送）
- ワールド☆レコーズ（日本テレビ）
- たけしの誰でもピカソ（テレビ東京）
- イエヤス（CBCテレビ）
- あしたのG（フジテレビ）
- 北野タレント名鑑（フジテレビ）

## 映像作品
- バカリズムライブ特別編 『PS7』（バップ、2006年1月25日）※バカリズム×きぐるみピエロ×ストロング・マイマイズによる合同コントライブを収録したDVD。